# Lunabee Studio
Lunabee Studio est une entreprise française spécialisée en création d'applications mobiles natives sur iOS et Android. 
Lunabee Studio est présent à Chambéry et Lyon, leur slogan étant d'ailleurs : « We do Apps in the Alps ».
Lunabee Studio a été également perk's partner de Station F, et y propose des workshops sur les applications mobiles et l'expérience utilisateur (UX) mobile de façon régulière. Un de ces workshops animé par Lunabee Studio a fait l'objet d'un article Medium de la part de l'équipe Station F, en février 2018 : 3 ways User Experience can increase Retention on your App.

## Historique
Lunabee Studio a commencé son activité en décembre 2011, et a été fondée par Olivier Berni et Grégory Lussiana, ensuite rejoints par Thomas Jaussoin qui devient alors Président Directeur Général de l'entreprise.
Le secrétaire d'État chargé du Numérique, Cédric O, a rendu visite à l'équipe de Lunabee Studio le vendredi 12 mars 2021 dans leurs bureaux de Chambéry, dans le cadre de la French Tech et également de leur participation à l'application TousAntiCovid .

## Produits
Parmi les apps réalisées par Lunabee Studio, il y a l'application TousAntiCovid (ex-StopCovid) lancée en juin 2020 pour le gouvernement français, en collaboration avec l'Inria, Orange et Capgemini,,,. Lunabee Studio a travaillé sur toute l'interface graphique, sur iOS et Android, ainsi que le module cryptographique de l'application, suivant les protocoles Robert et Cléa de contact tracing,.
En 2021, TousAntiCovid est l'application mobile la plus téléchargée en France sur iOS et Android, devant TikTok, SnapChat ou Facebook avec plus de 50 millions de téléchargements et la 5ème app la plus utilisée en France en 2021,,,. En août 2022, l’application revendique 59 millions de téléchargements, plus de 4,2 millions de notifiés (contact tracing) et plus de 5,4 millions de déclarés positifs. TousAntiCovid a été mis en pause le 30 juin 2023, avec un bilan de « près de 63 millions de téléchargements qui ont été enregistrés (...) ce sont plus 4 millions de notifications de contact tracing qui ont été envoyées pour plus de 6 millions de personnes déclarées positives dans l'application ».
Comme présenté sur son site web, l'entreprise est aussi à l'origine de l'app oneSafe (en son propre nom), et a aussi travaillé, dans le cadre de son activité studio sur les applications mobiles de Zenly (Snap), RunMotion Coach, Whoomies ou encore les apps Welcome Originals pour Welcome to the Jungle,,,,,.